# 1802.
◄ | 18. stoljeće | 19. stoljeće | 20. stoljeće | ►
◄ | 1770-ih | 1780-ih | 1790-ih | 1800-ih | 1810-ih | 1820-ih | 1830-ih | ►
◄◄ | ◄ | 1799. | 1800. | 1801. | 1802. | 1803. | 1804. | 1805. | ► | ►►
Arhitektura • Astronomija • Biologija • Glazba • Kazalište • Kemija • Kiparstvo • Knjige • Književnost • Kršćanstvo • Meteorologija • Medicina • Politika • Pravo • Promet • Slikarstvo • Šport • Znanost

## Rođenja
- 6. siječnja – Ivan Gabrijel Perboyre, francuski misionar († 1840.)
- 28. siječnja – Ilija Vidošević, hrvatski franjevac († 1867.)
- 26. veljače – Victor Hugo, francuski književnik († 1885.)
- oko 15. srpnja – Jakob Sabar, vjerki pisac u Prekmurju († 1863.)
- 24. srpnja – Alexandre Dumas (otac), francuski književnik († 1870.)
- 5. kolovoza – Niels Henrik Abel, norveški matematičar († 1829.)

## Smrti
- 25. rujna – Antun Pejačević, hrvatski plemić (* 1749.)

## Vanjske poveznice
|  | Zajednički poslužitelj ima još gradiva o temi 1802. |